# Calycolpus bolivarensis
Calycolpus bolivarensis är en myrtenväxtart som beskrevs av Leslie Roger Landrum. Calycolpus bolivarensis ingår i släktet Calycolpus och familjen myrtenväxter. Inga underarter finns listade i Catalogue of Life.